# Річард Верролл
Річард Верролл (нар. 1948) — член Британського національного фронту, редагував журнал Британського національного фронту Spearhead з 1976 по 1980 рік.

## Твори
Найбільшу відомість отримав через свою книгу «Шість мільйонів — втрачені та знайдені» (написану під псевдонімом Річард Харвуд). Книга, в якій заперечувався Голокост, стала предметом судового позову проти його канадського видавця Ернста Цюнделя. Цюндель був виправданий зрештою, на тій підставі, що стаття закону, за якою йому було пред'явлено звинувачення в злочині, була визнана неконституційною.

## Відео
- National Front History- part 2- NF Annual General Meeting, 1977